# Thurstan Shaw

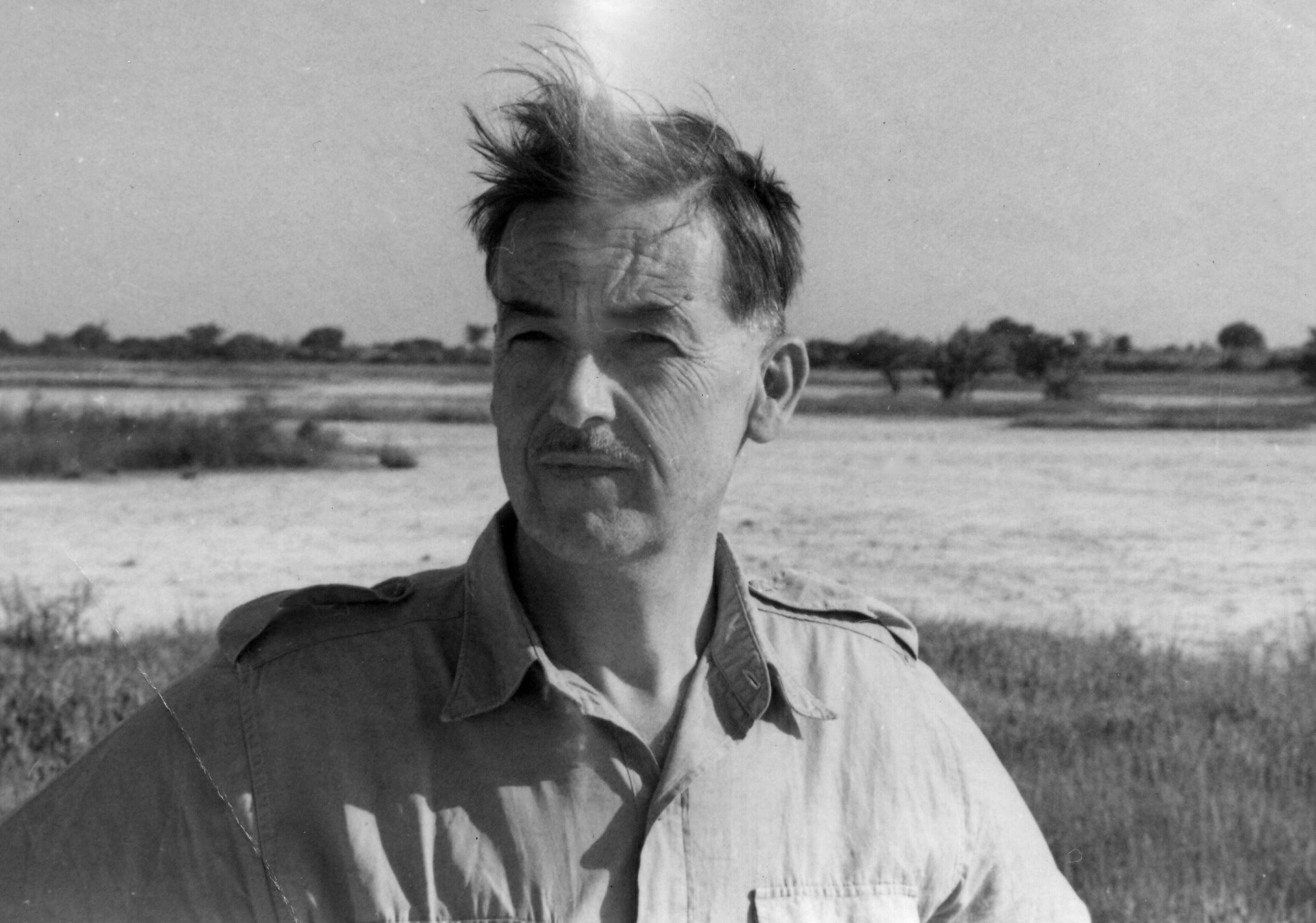
Thurstand Shaw 1967 im Senegal

Charles Thurstan Shaw  (* 27. Juni 1914 in Plymouth; † 8. März 2013 in Cambridge) war ein britischer Archäologe, der in den westafrikanischen Kolonialgebieten Großbritanniens arbeitete. Sein Schwerpunkt lag auf den Kulturen auf dem Gebiet der Staaten Ghana und Nigeria.

## Leben und Werk

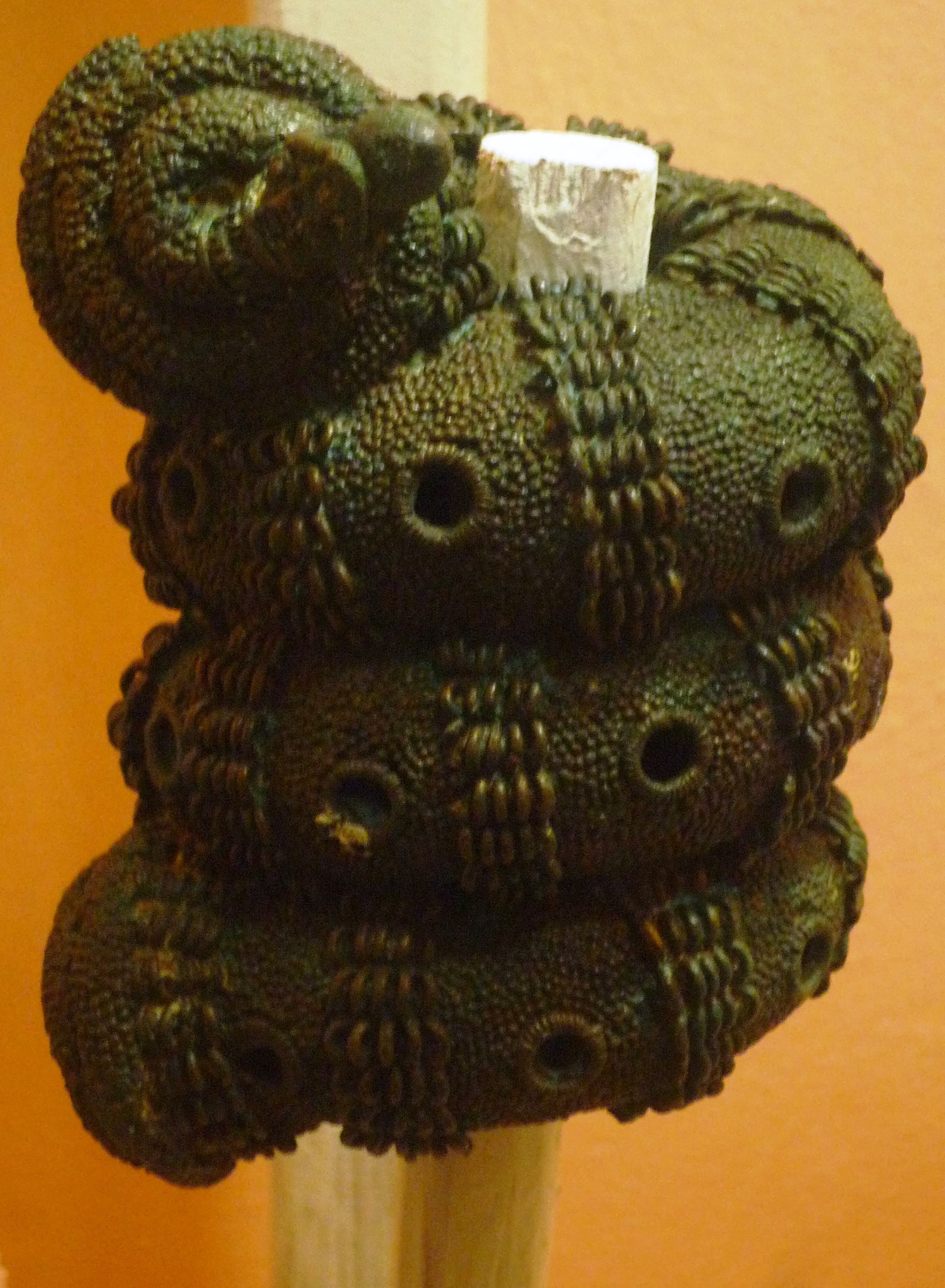
Bronzearbeit, die Thurstan Shaw im nigerianischen Igbo-Ukwu ausgegraben hat

Thurstan Shaw wurde als zweiter Sohn des anglikanischen Geistlichen John Herbert Shaw und seiner Frau Grace Irene Woollatt geboren. Er besuche die Blundell’s School in Tiverton und studierte Classics am Sidney Sussex College der University of Cambridge. Danach studierte er dort Archäologie und Anthropologie. Seinen Bachelor (1st class) erhielt er 1936, seinen Master 1941.
Ermutigt durch Louis Leakey ging er an die Goldküste, das spätere Ghana. Dort kam er am 15. September 1937 an und arbeitete als Tutor und Kurator des Anthropologischen Museums des Achimota College in Accra. 1939 heiratete er Ione Magor († 1992), mit der er zwei Söhne und drei Töchter hatte. Seine erste Grabung führte er 1942 in Dawu nahe Accra durch. Dabei handelte es sich um einen kleinen Hügel von 6 m Tiefe und 65 m Durchmesser im Südosten Ghanas. Der Muschelhügel war von etwa 1450 bis 1850 in Gebrauch und lieferte eine der ersten Tabakpfeifensequenzen Afrikas. 1943 folgte Bosumpra im Südosten des Landes.
1945 verließ er Ghana und arbeitete für das Cambridge Education Committee, von 1951 bis 1959 als Tutor am Cambridge Institute of Education.
Shaw unterstützte in den 1950er Jahren die Gründung des National Museum of Ghana und der archäologischen Abteilung der University of Ghana. 1959 wurde Shaw vom nigerianischen Antiquities Department eingeladen, eine Grabung in Igbo-Ukwu durchzuführen, wo von einem Dorfbewohner alte Bronzeartefakte entdeckt worden waren. Die folgende Grabung förderte zu Tage, dass die Igbo-Kultur des 9. Jahrhunderts eine höchst entwickelte Metallurgie entwickelt hatte. 1964 kehrte Shaw an den Grabungsort zurück, wobei er anhand von Perlen, die für den Handel gedacht waren, Handelskontakte bis nach Ägypten nachweisen konnte.

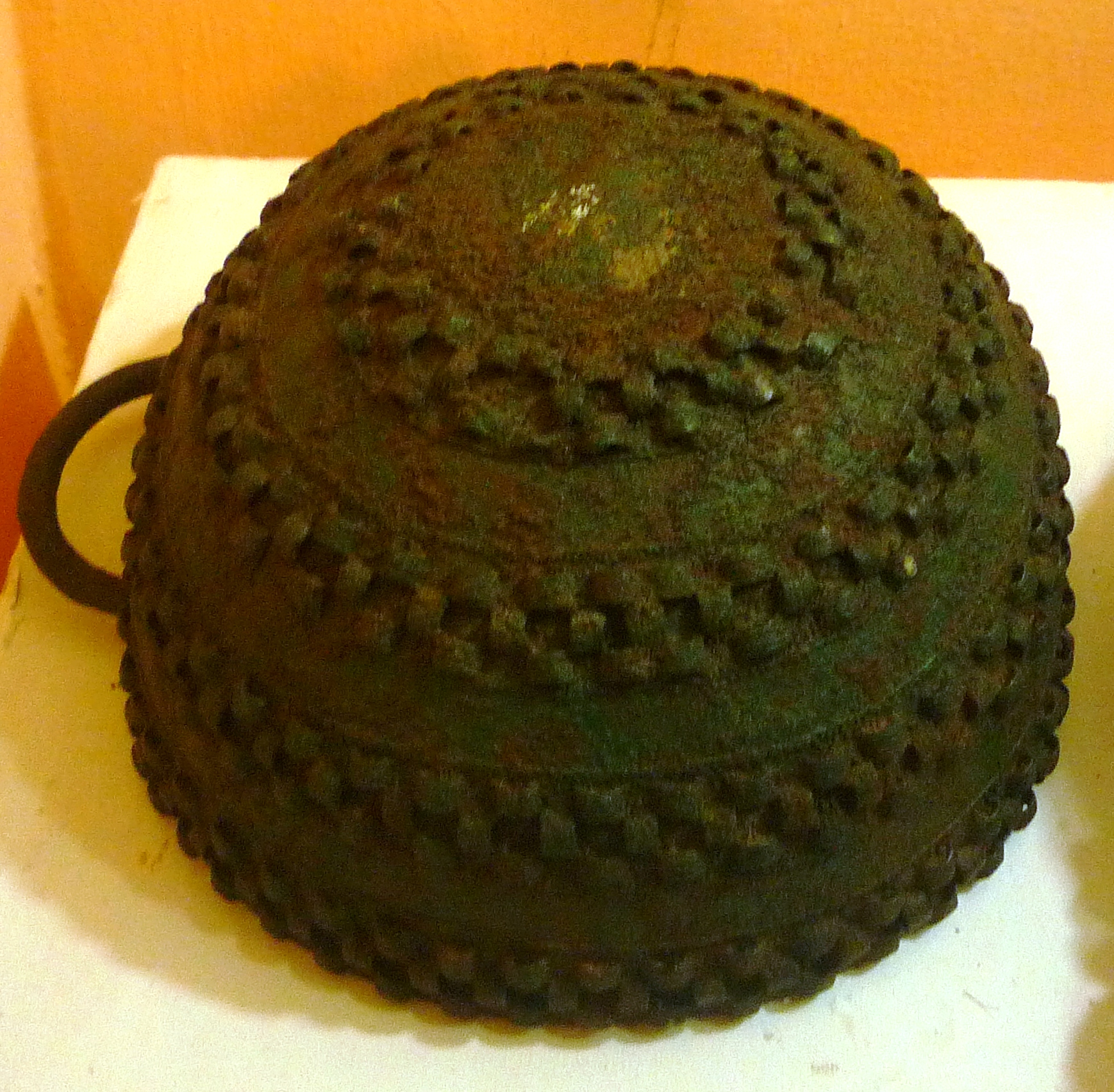
Ein von Shaw in Igbo-Ukwu ausgegrabenes Bronzegefäß des 9. Jahrhunderts

Ab 1960 lehrte Shaw am Institute of African Studies der University of Ibadan, wo er ein Archeology department begründete und 1963 Research Professor of Archaeology wurde. Nach seiner Emeritierung im Jahr 1974 kehrte er 1976 nach England zurück, wo er am Magdalene College in Cambridge von 1976 bis 1979 als Director of Studies in Archaeology and Anthropology wirkte.
1968 erhielt er den Doktortitel von der Universität Cambridge. Shaw war Pazifist und wurde in den 1960er Jahren Quäker. 1986 beteiligte er sich an einem Boykott gegen die Apartheidspolitik Südafrikas. 2004 heiratete er Pamela Smith, eine Archäologiehistorikerin.
Er begründete 1964 den West African Archaeological Newsletter (bis 1970) und gab von 1971 bis 1975 das West African Journal of Archaeology heraus.
Shaw war Mitglied der Society of Antiquaries of London, deren Goldmedaille er 1990 erhielt. Er wurde 1972 zum Commander of the Order of the British Empire und 1989 zu einem traditionellen Häuptling (traditional chief) in Nigeria ernannt. Er erhielt den Titel eines Onuna-Ekwulu Ora im Stamm der Onuna Ekwulu Nri und der Onyafuonka im Igboland. 1991 wurde er Mitglied der British Academy.

## Veröffentlichungen (Auswahl)
- The Study of Africa’s Past (= International African Institute. Memorandum. 21, ZDB-ID 2488253-7). Oxford University Press, London u. a. 1946.
- Igbo-Ukwu. An Account of Archaeological Discoveries in Eastern Nigeria, 2 Bände, Faber & Faber, London 1970, ISBN 0-571-09123-7 (Bd. 1), ISBN 0-571-09124-5 (Bd. 2).
- als Herausgeber: Discovering Nigeria’s Past, Oxford University Press, Ibadan u. a. 1975. ISBN 0-19-575177-9
- Unearthing Igbo-Ukwu. Archaeological Discoveries in Eastern Nigeria, Oxford University Press, Ibadan u. a. 1977, ISBN 0-19-575251-1.
- als Herausgeber mit Paul Sinclair, Bassey Andah, Alex Okpoko: The Archaeology of Africa. Food, Metals and Towns (= One World Archaeology, 20). Routledge, London u. a. 1993. ISBN 0-415-08444-X